# Haute École d'ingénierie et de gestion du canton de Vaud
 (avril 2022).
La Haute École d'Ingénierie et de Gestion du Canton de Vaud (HEIG-VD ; angl. : School of Engineering and Management Vaud ou School of Business and Engineering Vaud) a été créée à la suite du regroupement de l'École d'ingénieurs du canton de Vaud (EIVD) et de la Haute école de gestion du Canton de Vaud (HEG-VD), le 1er août 2004. Elle propose différentes formations intégrées au système de Bologne : Bachelors of Science, Masters of Science et plusieurs programmes de formation continue.
La HEIG-VD offre neuf filières de formation HES dans les domaines de l'ingénierie et de l'économie d'entreprise. Avec ses 2 000 étudiantes et étudiants, elle est la plus grande école partenaire de la Haute École spécialisée de Suisse occidentale (HES-SO).
Depuis octobre 2006, la HEIG-VD occupe trois sites dans la ville d'Yverdon-les-Bains : à la Route de Cheseaux, au Centre St-Roch et à Y-Parc.
À la suite du départ à la retraite de Catherine Hirsch, fin 2023, c'est la directrice adjointe, Ana Maria Nogareda, qui reprend la direction de l'école dès le 1er janvier 2024.

## Filières
La HEIG-VD compte neuf filières réparties dans cinq départements de formation de niveau Bachelor : huit filières d'ingénierie et une filière d'économie.
- Département HEG
  - Économie d'entreprise
- Département TIN
  - Énergie et techniques environnementales
  - Génie électrique
  - Microtechniques
  - Systèmes industriels
  - Ingénierie et gestion industrielles
- Département TIC
  - Informatique et systèmes de communication

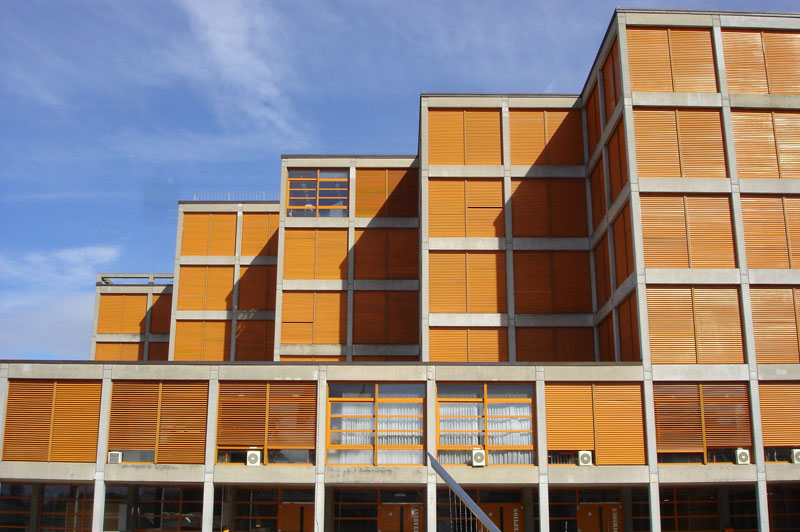
Vue extérieure du bâtiment de la HEIG-VD situé à la route de Cheseaux

- Département EC+G
  - Génie territorial
- Département COMEM
  - Ingénierie des médias

## Historique
L'historique de l'école est complexe, fait de fusion et de changement de nom. L'actuelle HEIG-VD est née en 2004 de la réunion de l'EIVD et de la HEG-VD, porteuses chacune d'un historique bien distinct.

### Vue graphique
L'actuelle HEIG-VD et ses différentes filières sont issues de différentes écoles ayant fusionné ou changé de nom. Leurs abréviations et dates d'activités se trouvent plus bas, le graphique ci-dessous présente l'historique de façon visuelle.
- TCV, 1956-1969, Lausanne, Technicum Cantonal Vaudois
- ETSL, 1961-1971, Lausanne, École Technique Supérieure de Lausanne
- ETSEV, 1969-1979, Lausanne, Yverdon dès 1975, École technique supérieure de l'État de Vaud
- EIL, 1971-1998, Lausanne, puis Yverdon, École d'ingénieurs de Lausanne
- ESIG+, 1972-1998, Lausanne, École suisse d'ingénieurs des industries graphique et de l'emballage
- EINEV, 1979-1998, Yverdon-les-Bains, École d'ingénieurs de l'État de Vaud
- ESCEA, 1980-1996, Lausanne, École Supérieure de Cadres pour l'Économie et l'Administration
- HEG-VD, 1996-2004, Lausanne, Haute école de gestion du Canton de Vaud
- EIVD, 1998-2004, Yverdon-les-Bains, École d'ingénieurs du Canton de Vaud
- HES-SO, 1998, Haute École Spécialisée de Suisse Occidentale
- HEIG-VD, 2004, Yverdon-les-Bains, Haute école d'Ingénierie et de gestion du Canton de Vaud

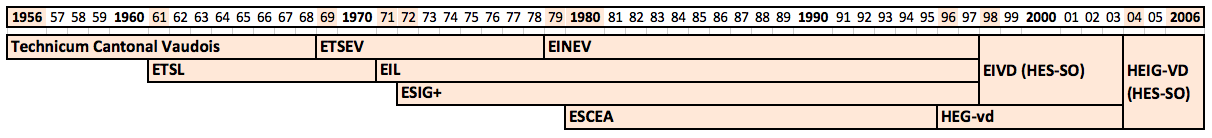
Historique HEIG-VD 1956-2006

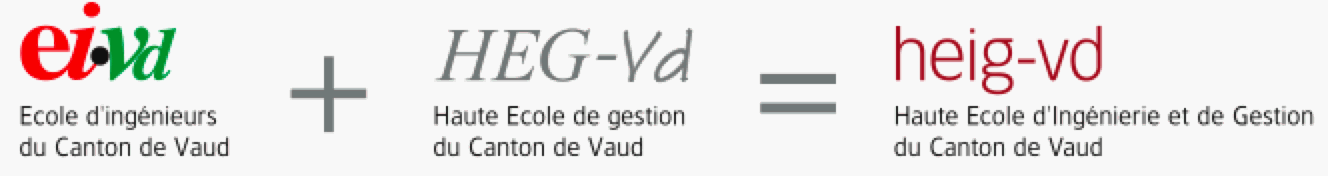
Fusion de 2004 entre l'EIVD et la HEG-vd pour créer la HEIG-VD (logo valable de 2004 à 2015)